# 허엽
허엽(許曄, 1517년 12월 29일 ~ 1580년 2월 4일)은 조선중기의 문신, 성리학자로, 자는 태휘(太輝), 호는 초당(草堂), 본관은 양천(陽川)이다. 나식(羅湜), 이여(李畬), 서경덕과 이황의 문하에서 수학하고, 이언적을 사숙하였으며 진사시에 합격한 뒤 1546년(명종 1) 식년 문과에 갑과로 급제하여 명종 때 관직에 올랐으며 동서 분당 때는 동인에 가담하였다.
문과급제 후 1551년 부교리를 거쳐 1553년 사가독서한 뒤 장령(掌令) 때 재물을 탐하였다가 파면되었다. 1559년 필선(弼善), 1560년 대사성, 1562년 지제교(知製敎)를 거쳐 동부승지 겸 경연참찬관이 되었다.
1562년 경연관 재직 중 윤근수·구수담(具壽聃)·허자 등의 무죄를 주장하다가 다시 파직당했고 1563년초 복직되고 곧이어 삼척부사로 부임하였으나, 과격한 발언 때문에 문제가 되어 다시 파직되었다. 그 뒤 복직하여 1568년(선조 1) 진하부사(進賀副使)로 명나라에 다녀온 뒤 대사간에 올라 향약(鄕約)의 시행을 건의하였다. 1575년 을해당론으로 동인과 서인의 당쟁이 시작될 때 동인에 가담했다. 이후 부제학(副提學)을 거쳐 경상도 관찰사가 되었으나 병으로 사퇴하고 동지중추부사로 전임되었다. 청렴결백하여 청백리에 녹선되었으나 재물 문제로 탄핵을 당하기도 했다.
강릉초당의 맑은 물로 두부를 만들어 초당두부의 기원이 되었다. 허균과 허봉, 허성, 허난설헌의 아버지이며 의성 허준에게는 10촌 형이 된다. 시호는 문간(文簡).

## 약력

### 생애 초반

#### 출생과 소년기
성균관 전적(成均館典籍) 증 승정원 도승지(承政院都承旨) 허창(許菖)의 증손으로, 할아버지는 금화사 별제(禁火司別提) 증 이조 참판(吏曹參判) 허담(許聃)이고, 아버지는 군자감부봉사를 지내고 증 이조참판에 추증된 허한(許澣)이며, 어머니 성씨는 돈녕부판관 성희(成喜)의 딸이다.
허균과 허성, 허봉, 허난설헌의 아버지이며 우성전의 장인이기도 하다. 일찍부터 영리하고 조숙하였으며 노수신에 의하면 7, 8세에 효우(孝友)가 남달랐고 스승에게 나아가서는 번거로이 권독(勸督)하지 않아도 월등히 진취하였다 한다.

#### 수학
어려서 나식(羅湜)에게 소학, 근사록 등을 배웠고, 뒤이어 회재(晦齋) 이언적(李彦迪)을 찾으려 하였으나 실패하고 대신 이언적이 인종에게 권강(勸講)한 《심경부주》(心經附註)를 구해 읽었다. 이어 진천(鎭川) 이여(李畬)가 수학에 정통하고 《주역》에 조예가 깊었는데 이여를 찾아가 그에게 수학과 주역을 배웠다. 뒤에 송도를 찾아가 화담 서경덕에게 사사하였는데, 서경덕은 그를 특별히 총애하여 만년에 병이 위중할 적에 '원리기 (原理氣)' 등의 여섯 편을 구두로 그에게 읊어 주었다. 그는 서경덕의 구술을 일일이 받아 기록했다 한다. 1540년(중종 35년) 서경덕의 문하에 있을 때 진사시에 합격하였고 1546년에는 문과에 급제하였다. 그 뒤 서경덕 사후 안동 도산의 퇴계 이황을 찾아가 그의 문하에서도 잠시 수학하였다.
후일 서경덕이 병이 위독해지자 허엽을 불러서 '원리기(原理氣)'등을 구두로 읊어 그에게 전해주었다.

### 관료 생활

#### 과거 급제와 관료 생활 초반

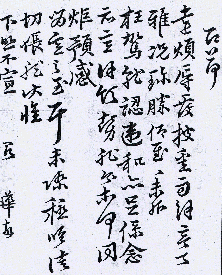
허엽의 글씨

명종 즉위 후 1546년(명종 1) 식년 문과에 갑과로 급제하여 이조정랑(吏曹正郞)을 거쳐 장령에 이르렀다. 진외육촌형(할머니의 친정 종손자)이면서 윤원형의 조카인 윤춘년(尹春年)은 윤원형과 문정왕후의 당조카로 권력자였으나 그를 멀리하였다.
그 뒤 장흥고 직장(長興庫直長), 예조좌랑, 공조좌랑, 병조좌랑을 거쳐 1550년 통선랑(通善郞)으로 승진 행 이조 좌랑 지제교(通善郞行吏曹佐郞知製敎)로 춘추관기주관이 되었고, 곧 중종실록 편수관의 한 사람으로 참여하였다. 이어 이조 좌랑 지제교(行吏曹佐郞知製敎)로 춘추관기사관을 겸하여 인종실록 편찬에도 참여하였다. 1551년 홍문관부교리를 거쳐, 특명으로 정3품 무관직인 절충장군(折衝將軍)의 품계를 받고 지제교(知製敎)가 되었다.
1553년(명종 8년) 사간원사간이 되었다. 이때 진외육촌형 윤춘년이 그에게 이감(李戡)을 이조와 의정부의 요직에 청탁 추천하였으나 오히려 면박을 주어 되돌려보냈고 이 일로 윤춘년은 그에게 감정을 품고 그를 비난할 자료를 찾아서 비난하였으나 별 성과가 없었다.
1553년 의정부검상(檢詳)과 사인(舍人)을 거쳐 사가독서가 되고, 그 뒤 사헌부장령(掌令)으로 재직중 집에 화재가 나면서 가산을 털어 집을 지었다. 그 해 재물을 탐하였다 하여 양사의 탄핵을 받고 파면되었다. 1554년 모친상을 당하여 1557년 3년상을 마쳤다.
1557년 3년상을 마치고 다시 사헌부로 복직했으나 김여부(金汝孚)와 김홍도(金弘度)가 편을 가르고 서로 싸울 때 김여부를 꾸짖었다가 김여부의 원한을 샀는데, 김홍도가 쫓겨날 때 그의 당여로 몰려 외직인 배천군수(白川郡守)로 전출되었다.
1559년 사헌부 집의(司憲府執義)로 돌아왔다가 대사헌과 싸우고 파면당했다가 바로 복직했다. 그 뒤 1559년 세자시강원필선(弼善)에 임명되었으며 이후 성균관대사성·1560년 공조참판으로 특진했다가 다시 대사성이 되고, 1562년 겸임 지제교(知製敎)를 거쳐 박계현(朴啓賢)과 함께 명종의 소명을 받고 옥취정(玉翠亭)에 들어가 율시(律詩)로 화답하였다. 그해 승문원 판교(承文院判校)를 거쳐 승정원 동부승지로 발탁됐다.

#### 관료 생활
1562년 예조참의가 되어 지제교를 겸직했다. 이때 경연장 야대(夜對)에서 명종에게 기묘사화 때 죽은 조광조의 복권을 건의하였고 윤근수·구수담(具壽聃)·허자 등의 무죄를 주장하다가 다시 파직당했다.
| “ | 국가가 힘입어서 유지하는 것은 인재(人才)인데, 인재가 나오지 않는 것은 인심이 바르지 않아서이고 인심이 바르지 않음은 실로 성인(聖人)의 도(道)가 밝지 않아서입니다. 신이 이번에 성균관을 관장하고 있으면서도 감히 신뢰하는 자가 없다는 것은 참으로 그 유래가 있어서입니다. 중종께서 예리한 뜻으로 선정(善政)을 이루시자 조광조(趙光祖) 등이 특별히 남다른 은혜를 입고서 감격하여 보답을 도모한바, 요순(堯舜) 시대의 군민(君民)을 거의 이루게 되었으나 불행하게도 나쁜 사람들이 시기하여 억울하게 참혹한 화를 당하였으므로, 이로부터 인심이 크게 무너져서 구제할 수 없게 되었습니다. 서둘러 신원(伸寃)을 하여 주시어 기풍이 당장 변하게 한다면 인심이 진정되어서 국가가 편안하여질 것입니다. | ” |

경연에서 조광조 등의 신원을 청하자 명종은 부왕이 처결한 일을 어찌 감히 함부로 뒤집느냐며 다음에 언급할 것을 주문하였다. 그러나 그는 반복하여 극력 개진(開陳)하고 또 아뢰기를, '이를테면 근세에 허자(許磁)는 인선(人選)을 주관하면서 청탁을 받지 않았다가 비방이 쌓여서 먼 곳으로 폄출(貶黜)되었고, 구수담(具壽聃)은 제 몸을 돌보지 않고 충성을 다하였음에도 사사(賜死)되었습니다. 대저 사형을 판정할 적에 반드시 복주(覆奏)를 하는 법이 유독 대신에게는 그렇지 않았으니, 신은 그 까닭을 알지 못하겠습니다.'하며 윤두수, 구수담의 무죄를 청하는 한편 '어떤 사람의 노비가 한 번 내수사(內需司)에 들어가기만 하면 하늘을 우러러 탄식만 할 뿐 변명할 길이 없으니, 이것 역시 알지 않을 수 없습니다.'라고 하였다.
왕은 논할 수 없다고 했으나 계속 같은 주장을 반복하다가 명종의 눈밖에 나면서, 사헌부와 사간원의 탄핵을 당하고 파직된다.
1563년초 복직되고 곧이어 그해 6월 삼척부사(三陟府使)로 부임하였으나, 과격한 발언 때문에 문제가 되어 다시 파직되었다. 그 뒤 복직되었으나 8월 이량, 이감과의 갈등으로 8월 13일에 다시 파직된다. 한편 이감은 허엽이 이조좌랑이 되었을 때에 자기를 천거해 주지 않은 것에 대해서 원망을 품었다. 그때 마침 허엽의 종가(宗家)가 불에 타서 다시 집을 짓게 되었는데, 이감은 의심스러운 흔적을 찾아내 허엽을 몰아붙였다. 대사헌 윤춘년이 그 말을 믿고 허엽을 탄핵하려 하였는데, 어떤 사람이 윤춘년에게 ‘허엽이 짓는 것은 종가이다. 의심스러운 흔적을 가지고 논박한다면, 한지원(韓智源)과 심전(沈銓)은 어떻게 할 것인가?’라고 하니, 윤춘년은 ‘한지원과 심전은 참으로 죄가 있다 하겠거니와, 허엽은 사림의 명망을 받고 있으니 그런 일이 있어서는 안 될 것이다.’라고 하였다. 그 사람이 또 ‘그렇다면 명망이 있는 자만을 다스리고, 사람 축에 끼지도 못할 자들은 그대로 내버려 둔단 말인가?’라고 하니, 윤춘년은 대답을 못하고 말았고, 허엽은 처벌을 모면하였다.
1563년 10월 이량, 이감 등의 탄핵을 받을 뻔하였으나 심의겸의 사주를 받은 홍문관부제학 기대항이 이들을 탄핵하여 위기를 넘겼다. 바로 이량 등이 유배되면서 복직했지만 윤원형 등은 전에 그가 경연관 재직 중 야대에서의 발언태도를 문제삼아 청요직 임용을 반대하였다. 1564년 경주부윤으로 발령받았다.

#### 생애 후반
1567년(명종 22년) 승정원도승지로 발탁되었다. 이어 윤원형, 이기 등의 처벌과 시무책을 건의한다. '윤원형(尹元衡)ㆍ이기(李芑) 등이 선왕과 선후(先后)를 속여서 이름 있는 선비들을 다 모아 반역의 죄명을 씌운바, 더러 풀려난 이도 있지만 한 구덩이로 몰아넣어 놓았습니다. 지금 만약 그들의 죄를 바로잡아 다스리고 억울한 사람들을 신원(伸寃)하여 준다면 화기(和氣)를 이룰 수 있어서 재앙도 사라질 수 있을 것입니다.'하고, 연이어 '선정신(先正臣) 이언적(李彦迪)이 지은 글을 수축 완미(收畜玩味)하면 이 역시 스승이 될 것이며, 지금 이황(李滉)이 병으로 사직하고 집에 있으나 공경과 예의를 다한다면 반드시 감히 나오지 않을 수 없을 것입니다. 또 명종 때 불렀던 이항(李恒)과 조식(曺植)은 나이는 많으나 성의를 가지고 부른다면 역시 나오게 될 것입니다. 옛날 정자(程子)와 주자(朱子)가 났어도 송(宋)나라에 쓰이지 못한 것은 이것이 천고의 유감입니다. 또 이종(理宗)은 그 도(道)를 숭상할 줄 알면서도 진위는 알지 못하였으니, 무슨 보탬이 되겠습니까?'하니 그의 발언을 듣고 이황을 두 번 불러서 조정에 오게 하였다.
이어 서얼과 학식있는 자들을 채용할 것을 건의하였다.
'선조(先朝)에 서얼(庶孼) 이중호(李仲虎)ㆍ장윤(張崙)이라는 사람이 있어 학행(學行)으로 이름이 나서 추종하는 사람이 많았습니다. 지금 박형(朴泂)은 ≪소학(小學)≫을 가르치고 있어 그 무리가 늘 수백 명에 이르는데, 추천으로 동몽 훈도(童蒙訓導)가 되었으나 고시(考試)에 나오지 않았다는 이유로 성적이 최하위에 있습니다. 그럼에도 심력을 다하여 가르침을 게을리 하지 않고 있으니, 이중호와 장윤의 전례에 따라 녹용하소서.'
선조 즉위 후 그는 새 왕 선조에게 이황을 스승의 예로써 모시고 초빙할 것을 상주하였다.
1568년(선조 1) 진하부사(進賀副使)로 명나라에 다녀와 대사간에 올라 향약(鄕約)의 시행을 건의하였다. 진하부사로 연경에 갔을 때 명나라 상인으로부터 ≪독서록(讀書錄)≫를 구입하여 와서 선조에게 올렸으며, 선조의 특명으로 이를 인쇄하여 반포하였다. 1569년 홍문관 부제학, 사간원 대사간을 지냈다.
그는 처가인 강원도 강릉에서 나는 특이한 맛의 샘물로 두부를 담가서 먹었는데, 그 맛이 사람들을 매료시켰다. 허엽은 그 두부를 상품화하였고 이는 초당두부의 기원이 되었다. 그러나 선비로서 장사를 한다는 소식이 조정에 알려지자 그는 공격의 대상이 되었다.
선조 즉위 초 신진 사류의 한사람인 율곡 이이의 거침없는 발언과 비판에 염증을 느낀 사람 중에는 허엽도 있었다. 원로대신들 중 허엽과 이준경 등은 율곡 이이를 예절과 근본도 모르는 인간이라고 분을 터뜨렸다. 율곡 이이가 서경덕은 도에 치우쳤다는 비판을 하고, 이황의 이기이원론을 정면 부정하여 이기일원론을 주장하자 그는 율곡 이이를 극도로 혐오하게 되었다.
선조 즉위 후 윤임, 계림군 이유의 복권 여론과 위훈삭제 여론이 나올 때, 그의 아들 허봉(許篈)은 사헌부장령이었다. 그때 그는 아들 허봉에게 '윤임과 이유를 신원시키는 데에 너는 참여해서는 안 된다(若至於任瑠伸雪ㅍ則汝不可參也)' 하였고 이로인해 허봉은 윤임, 이유의 복권 여론이 나올 때 사피하여 체직했다.

#### 동인 입당과 경상감사 재직
1573년(선조 6년) 다시 성균관 대사성이 되었을 때 선조가 종친들을 만난 일을 승정원에 알리지 않은 사실을 문제삼아 지적하였다. 주변에서 놀랐으나 그는 계속 왕이 승정원에 알리지 않은 것을 계속 추궁한다. 1574년 대사간이 되었다.
1575년(선조 7년) 다시 사간원 대사간이 되었다. 그해 상전을 죽인 노비를 하옥(下獄)시켜 국문하던 중 그가 위관(委官)의 심문 방식을 문제삼아 탄핵하여 논란이 되자 바로 체직되었다. 그해 대사성이 되었다.
1575년 동인과 서인 사이에 당쟁이 일어났을 때 김효원, 이발 등과 함께 동인의 지도자로서 활약하였다. 그는 한때 이황의 문하에서 수학한 연고가 있었고 서경덕의 다른 문인들도 대부분 동인이 되었으므로 그 역시 동인에 가담하여 서인 공격의 선봉장으로 활약하였다. 박순과는 동문이었으나 당파가 서로 달라지면서 사이가 멀어졌다. 1576년 이조참의가 되었다.
이어 부제학(副提學), 경주 부윤(慶州府尹)을 거쳐 1579년 5월 경상도관찰사 겸 병마수군절도사(慶尙道觀察使兼兵馬水軍節度使)겸 임명되었으나 병으로 사퇴하였다. 경상도관찰사로 재직 중 김정국이 찬수한 《경민편(警民編)》을 보충편수, 중간하는데 참여하였고, 《삼강이륜행실(三綱二倫行實)》 편찬에도 참여하였다.
또한 《경민편(警民編)》에 빠진 ‘군상(君上)’ 한 조항을 보충하여 넣어서 수천 본을 인쇄하여 각 군현과 여항(閭巷)에 배포하고 또 큰 고을들로 하여금 ≪삼강행실도(三綱行實圖)≫와 ≪이륜행실도(二倫行實圖)≫를 자체 인쇄, 펴내게 하였으며, 도내 각 군현들을 순시하며 문묘를 알현(謁見)하고 제생(諸生)들에게 늠료(廩料)를 주며 반드시 학문하는 방향을 써서 보였다. 또한 사송(詞訟)을 엄격하게 판결하고 범죄의 소굴을 척결하였다. 이어 나쁜 구습을 함께 제거하였으며, 이때 유언비어가 크게 일어났으나 개의하지 않았다.

### 은퇴와 최후
1579년 경상도관찰사로 부임했는데 약을 잘못 먹어 병을 얻었다. 1579년 9월 풍질환으로 사퇴 상소를 올렸으나 반려되었다. 1580년 초에 다시 사직상소를 올려 경상도관찰사에서 면직되고 동지중추부사로 전임되었다. 그 뒤 여행을 다녀오던 중 경상북도 선산에 이르러 병이 발작, 1580년(선조 12년) 2월 4일 경상북도 상주(尙州)의 한 객관(客館)에서 객사하였다. 향년 63세였다.
저서로는 《초당집 (草堂集)》 《전언왕행록 (前言往行錄)》 등이 있다.

### 사후
경기도 시흥군 서초리, 후일의 경복여자상업고등학교 동쪽 고속도로 건너편에 안장되었다. 묘비문은 노수신이 지었고, 글씨는 한석봉이 썼다. 신도비문은 남응운(南應雲)이 썼다. 허엽은 생전 글을 잘 지어 장남허성(許筬)과 차남 허봉(許篈), 삼남 허균(許筠), 딸 난설헌(蘭雪軒) 허초희와 함께 명나라와 일본에도 잘 알려지게 된다.
도산서원의 건립을 지원하였고 향약(鄕約)의 실시를 건의하는 등 주자학의 보급에 힘쓰기도 했다. 일찍이 김정국이 엮은 《경민편》을 보충하기도 하였으며 《삼강오륜행실》의 편찬에도 참여하였다. 청백리에 등록되었고, 개성 화곡서원(花谷書院)에 제향되었다.
1968년 8월 서울 강남 개발로 묘소가 경기도 시흥 서초리,  경복여자상업고등학교 동쪽에서 용인군 원삼면 맹리 639-2의 가족묘소로 이장되었다. 묘소 입구에는 천봉기념비가 있고, 천봉기념비를 따라 올라가면 그의 가족 묘소와 그의 묘소가 나타난다. 이 중 비석에 깨진 자국이 있는 비석이 그의 묘비이다.

## 연보
- 1517년 12월 29일 출생
- 1546년 식년문과에 갑과로 급제
- 1553년 사가독서(賜暇讀書)
- 1553년 사헌부장령으로 재직 중 재물을 탐한 죄로 파직
- 1559년 세자시강원필선(世子侍講院弼善)
- 1560년 대사성
- 1562년 동부승지(同副承旨)로 참찬관(參贊官)이 되었다가 허자, 구수담의 무죄를 논한 사건으로 파직
- 1563년 삼척부사로 서용되었다가 과격한 발언을 했다가 문제되어 파직
- 1563년 다시 복직되었으나, 이량, 이감 등의 권신들과 갈등하다가 파직, 곧 복직되다
- 1568년 진하사절로 명나라에 다녀와서 향약의 설치와 시행을 건의
- 1575년 을해당론 시 동인에 가담
- 1575년 부제학, 경주 부윤
- 1575년 5월 경상도관찰사
- 1579년 9월 사직상소를 올렸으나 반려됨
- 1580년 초 경상도관찰사를 사직, 동지중추부사로 전임
- 1580년 2월 4일 상주 객관에서 객사

## 가족 관계
- 고조부 : 허추
- 증조부 : 허창
- 증조모: 양주 조씨(楊州趙氏), 한원군(漢原君) 조선(趙璿)태종7녀 정정옹주의 딸
- 조부: 허담(許聃), 금화사 별제 증 이조참판(禁火司別提 贈 吏曹參判)
- 조모: 파평 윤씨(坡平尹氏), 윤계겸(尹繼謙)의 딸
- 아버지: 허한(許澣, ? - 1532년 군자감 부봉사 증 이조참판)
- 어머니: 창녕 성씨(昌寧成氏, ? - 1554년), 돈녕부 판관 성희(成熹)의 딸, 정종의 9남 석보군의 외고손녀[2]
  - 정부인 : 한이정(韓二貞, 1515 ~ ?) - 서평군(西平君) 한숙창(韓叔昌)의 딸[3]
    - 장녀 : 허묵석(許墨石, 1544 ~ ?)
    - 사위 : 박순원(朴舜元) - 전함사 별제(典艦司別提) 역임
    - 차녀 : 허대정(許大貞, 1546 ~ ?)
    - 사위 우성전(禹性傳)
    - 장남 : 허성(許筬)
    - 며느리 : 전주 이씨(全州李氏) - 이국헌(李國憲)의 딸, 자녀 없음
    - 며느리 : 의령 남씨(宜寧南氏) - 남언순(南彦純)의 딸, 4남 4녀

  - 재취부인 정부인 강릉 김씨(江陵金氏) - 예조판서 김광철(金光轍)의 딸, 신라 명원군왕(溟源郡王) 김주원(金周元)의 후손
    - 차남 : 허봉(許篈)
    - 며느리 : 전주 이씨(全州李氏) - 이우빈(李禹賓)의 딸
    - 3녀 :허난설헌(許蘭雪軒)
    - 사위 : 김성립(金誠立) - 문과 사후 이조참판에 추증
    - 3남 : 허균(許筠)

  - 허엽의 고조부 허추의 형제 허비(許扉)의 6대손이 미수 허목이다.

## 저서
- 《초당집 (草堂集)》
- 《전언왕행록 (前言往行錄)》

## 평가
글재주와 문장력이 뛰어나 아들 허성, 허봉, 허균, 딸 허난설헌과 함께 허씨 5문장가 로 명성을 날렸다. 30년간 관직 생활을 하였으나, 청렴결백하여 청백리에 녹선되었다. 그러나 이견도 존재한다. 1559년 사헌부장령 재직 중 재물을 탐했다는 탄핵을 당하였다. 또한 선비로서 상업에 종사했다는 이유로 비난을 받기도 했다.
대인관계가 좋지 않아 악평도 존재한다. 허엽에 대해 이이는 자신의 저서 《율곡집》(栗谷集)에서는 이론이 모순된 점이 많고 문의(文義)에 어두웠다고 하였으며, 그의 스승 중 한사람이기도 한 이황은 차라리 학식이 없었다면 착한 사람이 되었으리라고 개탄하였다.

## 기타
노수성(盧守成)과 벗하였으며 동인의 강경파 인사로 활동하였다.

### 허준, 허자, 허잠과의 관계
허준, 허자, 허목, 허적 등은 그의 먼 친족이었는데, 허자, 허목, 허적 등은 허엽의 고조부 허추(許樞)의 형 허비(許屝)의 후손들이었다.
허비의 3남 허지(許芝)의 손자 허륜의 서자가 동의보감을 지은 허준이다. 허비의 차남 허훈(許薰)의 손자가 허자이고, 허목은 5대손이다. 허자는 허엽의 아버지 허한(許澣)과 8촌간이고, 허자의 증손이 허목이다. 허비의 넷째 아들 허형의 증손이 허잠이다.
허자는 9촌, 허잠은 10촌, 허준은 10촌으로, 10촌 이내를 친족으로 간주하고 12촌, 14촌에게도 연좌제를 적용하는 조선시대에는 비교적 가까운 친척에 속했다.

## 허엽을 연기한 배우
- 2000년 KBS2 《천둥소리》 배우:전운

## 같이 보기
| - 동인 - 서인 - 초당두부 - 허균 - 허난설헌 - 허봉 - 우성전 - 박소립 - 윤근수 - 윤두수 - 허준 - 이황 - 서경덕 | - 계미삼찬 - 박대립 - 윤원형 - 기대승 - 이량 - 이감 - 이문형 - 이이 - 조식 - 허잠 - 허자 - 허목 - 허적 | - 김효원 - 심의겸 - 동인 - 서인 |

## 참고 문헌
- 명종실록
- 선조실록
- 국조인물지
- 국조인물고
- 대동야승
- 동유사우록
- 연려실기술
- 율곡전서
- 계봉전서
- 소숙집
- 국조방목